# Происхождение казачества
Происхождение казачества — основные научные и околонаучные версии происхождения этнонима «казаки» и постановка вопроса их этнической принадлежности.
Сегодня в науке, как и в обществе в целом, существуют две прямо противоположные точки зрения на проблему происхождения казачества. Одна из них, общепризнанная, которая говорит о том, что истоки казачества в беглых «искателях воли» (главным образом, крестьянах и холопах). Бежав из русских земель в Степь (Дикое поле), они к середине XVI века составили особую общность людей — «казачество». Само существование казачества (по этой теории) регулярно поддерживал приток новых пришельцев из Центральной и Западной России. Приверженцы этой теории считают казаков бесспорно русскими (или украинцами) по происхождению, объясняя особенности их военной организации и быта характером необычных условий жизни (пограничье, постоянные войны и набеги).
Сторонники второй теории (в первую очередь, представители так называемой «казачьей науки», вольно-казачьих организаций) видят в казаках особый этнос, зародившийся уже в античную эпоху (в начале новой эры). По их мнению, казаки возникли благодаря смешению туранских, скифских, меото-славянских, аланских и других племен, говоривших на славянских наречиях. Такой взгляд на этническую историю казаков даёт возможность объяснить своеобразие их этнической самоидентификации, культурно-бытовых особенностей и изолированность от остального русского населения.
Остальные теории происхождения казачества занимают, так сказать, «промежуточные» суждения.

## Первые упоминания казаков
В тюркских памятниках слово «казак» («qazaq» или, как записано в первоисточнике, «qāzāq») впервые зафиксировано в анонимном мамлюкско-арабском словаре, составленном, вероятно, в Египте, известном по рукописи 1245 года и изданном Мартином Т. Хоутсмa в Лейдене в 1894-м.
При этом слово «qāzāq» М. Т. Хоутсмa переводит по-немецки как «Landstreicher» (бродяга), что может быть переведено по-английски как «vagabond» (бездомный). Ряд исследователей поддерживает точку зрения М. Т. Хоутсмa относительно датировки словаря и трактовки термина «qāzāq», в частности, Омельян Прицак. Ещё более разворачивает трактование этого источника Т. И. Султанов, который переводит «qāzāq» со значениями «бездомный», «бесприютный», «скиталец», «изгнанник», опираясь, в основном, на сочинения Бабура..
Однако, с М. Т. Хоутсмa не согласен ряд других исследователей.
Одни, в частности, Джо-Юп Ли, считают, что 1245 годом источник атрибуцирует сам М. Т. Хоутсмa, и относят его не к середине XIII, а к середине XIV в., а Барбара Флемминг показала, что датировка словаря гораздо позднее — вероятно, 1343 год.
Также ряд исследователей не согласны с данным М. Т. Хоутсма переводом слова «qāzāq».
Джо-Юп Ли, указывает, что слово «qāzāq» переведено в данном словаре на арабский как «al-mujarrad», что в упоминаемом контексте можно перевести как «индивидуал без семьи или привязанностей», следовательно, «одинокий», «неприкаянный».
Согласно Питеру Б. Голдену, термин «qazaq» также появляется в мамлюкских словарях середины XIV века в виде «qazaq bašlı» со значениями «freed, free» (освобождённый, свободный) или «bachelor, single» (в том числе, холостяк, рыцарь, бобыль).
Одна из первых фиксаций слова «казак» в письменных источниках связана с многоязычным переводным словарём половецкого (кыпчакского) языка «Codex Cumanicus» начала XIV в. (1303 год), единственный список которого хранится в библиотеке собора Святого Марка в Венеции. Тот факт, что это — словарь, позволяет говорить об употреблении данного термина, по крайней мере, уже в XIII веке В словаре указан латинский перевод самого половецкого слова «казак» — свободный.. А также в «Codex Cumanicus» есть выражение «ghasal cosak» («хасал косак») — стража (стр.118 издание Кууна).
Айалон Д. в «Заметках по упражнениям и играм фурусиййа в мамлюкском султанате» приводит название «al-khassakiyya» как обозначение отборных телохранителей султана.
В «Сугдейском синаксаре» крымского города Сугдеи под 17 мая 1308 года отмечается: «В тот же день скончался раб Божий Альмальчу, сын Самака, увы, молодой человек, заколотый казаками».
В русском языке прозвище от основы «козак» впервые фиксируется во всех трёх Псковских летописях, где под 1406 годом упоминается посадник Юрий Козачкович: в 1 и 3 летописях «Гюрги посадник псковский сын Филипов Козачкович», во 2 «Юрий посадник Козачкович».
С 40-х годов XV века казачество становится регулярно упоминаемым в источниках (у Самарканди, в Никоновской и Ермолинской летописях и других источниках).
По С. М. Соловьёву первое упоминание о казаках на Руси встречается в конце первой половины XV века, когда в летописи «Повесть о Мустафе царевиче» упоминаются казаки рязанские, «которые пришли на помощь к рязанцам и москвичам против татарского царевича Мустафы» в конце 1444 года.
Первые польские сведения о казаках датируются 1489 годом. Во время похода польского короля Яна-Альбрехта на татар дорогу его войску на Подолье указывали «казаки-христиане». В том же году отряды атаманов Василия Жилы, Богдана и Голубца напали на Таванскую переправу в низовье Днепра и, разогнав татарскую стражу, ограбили купцов.

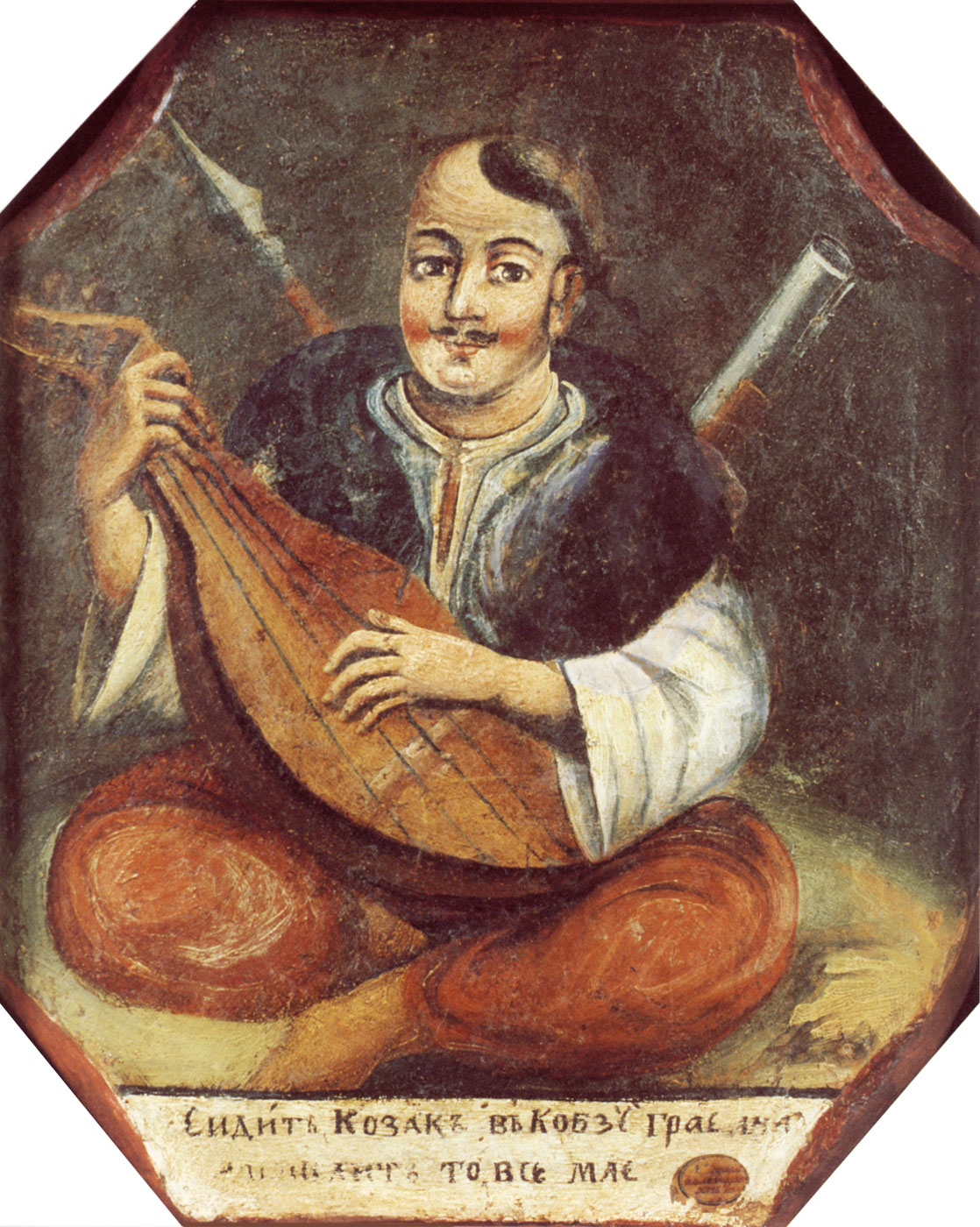
Надпись на одной из старинных украинских картин с казаком Мамаем: «Не завидую никому — ни панам, ани царю. Богу своему святому я за всё благодарю! Хотя тилом и не славен, но жизнь весело веду, У дилах своих исправен, я вовик не пропаду».

Ещё одно из первых упоминаний в польских хрониках о казаках относится к 1493 году, когда потомок Мамая черкасский воевода Богдан Федорович Глинский, по прозвищу «Мамай», сформировав в Черкассах пограничные казачьи отряды, захватил турецкую крепость Очаков. «Казак Мамай» стал с тех пор героем фольклора и лубочных картин Украины и символизировал казаков.
Впоследствии жалобы хана на казацкие нападения становятся регулярными. По мнению Литвина, учитывая, насколько привычно это обозначение употребляется в документах того времени, можно считать, что казаки-русичи были известны не одно десятилетие, по крайней мере, с середины XV столетия. Учитывая, что свидетельство феномена казачества локализовалось на территории, так называемого, «Дикого Поля», то, возможно, что у своих соседей из тюркоязычной (преимущественно татарской) среды украинские казаки заимствовали не только название, но и немало других слов, примет внешности, организации и тактики, ментальности.

## Этимология
В соответствии с рядом источников, слово «казак» имеет тюркское происхождение.
Как уже упоминалось выше, слово «казак» («qazaq») впервые достоверно зафиксировано в словарях XIII—XIV вв. «Codex Cumanicus» и мамлюкско-арабском словаре в значениях «бессемейный», «одинокий», «неприкаянный» или «бездомный», «бесприютный», «скиталец», «изгнанник», а также «свободный».
В словаре Махмуда Кашгари «Диван лугат ат-турк», законченном в 1074 г., приводится тюркское выражение (№ 3148) «казитган ар» — «человек, который никому не подчиняется». Слово «казитган» здесь является двухкомпонентным и второй компонент «итган» имеет значение сделавший(-ся), совершивший, а второе слово в выражении «ар» — это мужчина. Таким образом, компонент «каз» имеет здесь значение свободный, никому не подчиняющийся.
По одним версиям, древнее тюркское значение — «отделившийся, отложившийся от своего рода».
По представлениям того времени, как сообщает кузен Бабура автор «Тарих-и Рашиди» Мирза Мухаммед Хайдар, считалось похвальным, чтобы мужчины, подвергая себя опасности, в молодости провели некоторое время в уединении: в пустыне, в горах или лесах, на расстоянии одного или двух месяцев пути от обитаемых мест, питаясь мясом дичи и одеваясь в шкуры убитых ими зверей (то же самое запорожцы рассказывали Ригельману о первых казаках из козар, убивавших диких коз и носивших их шкуры). Казаком мог стать любой человек, не только тюрок, но и перс, рядовой кочевник-скотовод или «принц крови» в десятом поколении, главным условием было принятие христианства. Соответственно казаками не были, например, старший сын Тохтамыша Джелал ад-Дин-хан, основатель государства «кочевых узбеков» Шейбанид Абу-л-Хайр-хан, его внук Мухаммед Шейбани, Чагатаиды Вайс и Султан-Саид-хан. Султан Хусайн, владевший саблей как никто другой из Тимуридов, провел в «казачестве» не один месяц. Человек, ставший казаком, мог вернуться в своё сословие и общество, как это и произошло со всеми выше упомянутыми казаками из высшего света того времени. Султан Хусайн и Султан-Саид-хан позднее стали государями каждый в своей стране; Мухаммед Шейбани и Захиреддин Бабур основали новые государства. Бабур также широко использовал термин «казакане» — букв. «по-казацки», то есть, скромно.
Но не всегда казаки «казаковали» в одиночку. У них могли быть товарищи — «казакдаши». Казакдашем становился человек, пожелавший разделить с вольным казаком его непредсказуемую судьбу. Слово «казакдаш», встретившееся в сочинении «Умдат ат-таварих» ал-Хаджжа Абд ал-Гаффара Кирими и в «Книге путешествий» османского автора XVII века Эвлия Челеби при описании тем Крымского ханства, Т. И. Султанов считает образованным по аналогии со словамми: йолдаш — «спутник», аркадаш — «товарищ», аулдаш — «земляк», ватандаш — «соотечественник», однако затрудняется с его точным переводом на русский. Однако в украинском и русском языках встречается заимствованный из тюркского термин «джура» (оруженосец, слуга), который имеет персидское происхождение и первоначально означал «товарищ».
При этом казаки часто образовывали свои общины, по выражению средневековых мусульманских авторов — «джамаат-и казак».
В связи с тюркской версией происхождения слова «казак» представляют интерес различные возможные его диалектные варианты.
В частности, до сих пор сами казаки используют в качестве самоназвания родовых, а не набранных и, тем более, ряженых казаков слова «казара», «казарра», «казарла», «козарлюги». Здесь имеет место сочетание корней «каз» — свободный и «ар» — мужчина. См. вышеприведенное аналогичное выражение у Махмуда Кашгари.
Также представляет интерес наличие диалектных соответствий со звуком «д»:
- в хакасском «кадаг» — охрана, стража, караул, а также выпас, присмотр за скотом,
- в чулымско-тюркском «кадакла» — караулить,
- тувинское «кадар» — пасти, караулить, сторожить, ждать.

И возможное соответствие с ротацизмом [r] ~ [z]:
- в татарском «карак», в чувашском «хорах» — «вор», «разбойник».

По мнению востоковеда Т. И. Султанова:
- До создания русскоязычных казачьих войск и образования тюркского народа «казаков», которых русские, чтобы не смешивать с русскими казаками, именуют «казахами», казак — это изгой, кормящий себя мечом своим.
- Но также казак — это землепроходец, человек, который один пускается в дальний и опасный путь без товарищей. Автор множества стихов и прозаических произведений о казаках Захиреддин Бабур вспоминал в своих знаменитых «Записках», как он «во время своего казачества» решил предпринять в одиночку путешествие из горной страны Матча к Султан Махмуд-хану.
- Удалой молодец, по выражению Бабура, «неутомимо, с отвагой угоняющий табуны врага»[5], даже в том случае, если он отстал или отбился от своих — это тоже казак.

Так, по версии лингвиста-тюрколога Р. Г. Ахметьянова, слово «казак» происходит от формы «казгак» в первоначальном значении «лошадь, отбивающаяся от табуна во время тебенёвки», корнем же служит глагол «казу» — копать, от которого происходит также «казыну» в значениях «копаться, мешкаться, отставать».
По другим версиям, впрочем, близким к первой группе по сути, казак — «вольный человек» «свободный, независимый человек, искатель приключений, бродяга».

В словаре В. И. Даля отмечается, что этот термин «вероятно» происходит от среднеазиатского «казмак» в значении «скитаться, бродить». У него под казаком понимался «войсковой обыватель, поселённый воин, принадлежащ.<ий> к особому сословию казаков», в новгородском и северных диалектах «батрак, годовой наёмный работник, не подёнщик», иногда «прислуга». То есть, средние, скромные, но не оседлые слои — значение, подмеченное ещё Бабуром.
При этом шло постоянное смешение тюркских казаков и славянских (знакомых с казачеством со времён хазар — в значительной степени славян — и половцев). Более того, Г. В. Вернадский выдвинул версию, что впервые казаками, козарами и т. д., стали называть воинов Лебедии — буферного автономного княжества венгров в составе Хазарского каганата с преимущественно славянским населением, граничившего с Аварским каганатом и другими европейскими странами, так как венгерское слово lebed — гусь — тотем венгров — переводится на тюркские языки как «каз». И только потом это название перенесли на остальное войско и население Хазарского каганата. Только так, он считал, можно объяснить, что наиболее аутентичными казаками считали русских. Например, в Пекине охрану монгольских ханов династии Юань, считавших себя наследниками Хазарского (Казакского) каганата, причём для закрепления преемственности и Мункэ, и Хубилай всерьёз рассматривали возможность перехода в русское православие, подобно киевским каганам, и окруживших себя соответствующей стражей, осуществляли именно русские, а не тюркские или монгольские воины. Существует мнение, что к 1330 году русская гвардия Юань составляла 10 000 человек, вытеснив гвардейцев другого происхождения.
Известно, что, помимо непрерывного пополнения запорожских казаков татарами-христианами, запорожские казаки и крымские татары в целом активно сотрудничали в 1624—1629 гг., а также в 1636—1637 гг., затем крымский хан был союзником Богдана Хмельницкого. Это, в частности, проявилось в длительном пребывании больших татарских отрядов на Запорожье. Часть из них могла здесь осесть. Например, Львовская летопись под 1637 г. зафиксировала такое событие: двенадцать тысяч татар перешло под руку «короля польского», и им указано было поселиться «за Днепром среди казаков».
Согласно Военной энциклопедии 1911−1915 годов, слово «казак» или «козак» имеет несколько вероятных версий происхождения и ряд значений:
♦ от слова «коза́ре»;
♦ от косогов («одного из кавказских народов») либо от Касахии;
♦ от турецко-татарского «каз» — гусь;
♦ из монгольского языка, где «ко» — броня, защита; «зах» — граница; таким образом, «козак» — защитник границы.
♦ от турецко-татарского — вольный бродяга, не имеющий ни кола, ни двора (разбойник);
♦ название киргизов;
♦ в Туркестанском крае — «прозвище» кочевых племён, не обязательно казахских;
♦ по-половецки (тюркски) — «страж»;
♦ у татар это «бессемейные и бездомовые одинокие воины, служившие авангардом при походах и передвижениях татар.<ских> орд», несшие, в основном, разведывательную и сторожевую службу.
Согласно М. Фасмеру, слово «козак» пришло в польский язык из украинского и восходит к древнерусскому «козакъ», что означало «работник, батрак».
Во множественном числе ударение в форме каза́ки возникло в результате влияния польско-украинской формы множественного числа kozácy (коза́ци), в то же время оренбургские казаки используют ударение казаки́.
По Фасмеру, вопреки Эльи, слово «казахи» — родственное казакам, а вот этноним касог — не родственен.

## Гипотеза славян
Согласно гипотезе С. М. Соловьёва, которую он постоянно упоминает на страницах своего труда «История России с древнейших времён», казаками на Руси c XIV−XV вв. называли людей вольных, не связанных никакими обязательствами, готовых к работам по найму и свободно перемещавшихся с места на место, независимо от их языка, веры и происхождения. В XIV−XVI вв. именно из среды таких людей князья, бояре и богатые купцы начинают снаряжать промышленные экспедиции в удалённые, малозаселённые регионы Руси с целью разведки новых земель, путей, торговли, охоты (в частности, «промысла пушнины»), рыбной ловли и т. д.: «Князья посылали толпы своих промышленников, ватаги, к Белому морю и Северному океану, в страну Терскую и Печерскую за рыбою, зверем и птицею: из грамоты великого князя Андрея Александровича узнаем, что уже тогда три ватаги великокняжеские ходили на море со своим ватамманом (ватагаманом, атаманом)». Именно из этих людей возникали первые казачьи дружины: 
Во-первых, мы видим, что заселителям земель можно было всегда найти таких людей, нетяглых и неписьменных (не переписанных), людей, не имеющих собственной земли, собственного хозяйства и долженствующих потому кормиться работою на чужих землях, при чужих хозяйствах, при чужих промыслах; а такие-то бездомовные люди именно назывались у нас казаками. Но понятно, что между этими людьми находилось много и таких, которые не хотели жить на чужих землях, в зависимости от чужих людей и предпочитали вести воинственную, опасную, но более привольную, разгульную жизнь в степи, на границах и далее, за границами государства; куда должны были деваться люди, выбывшие из городов и волостей, которых населители земель не имели права принимать к себе? Существование казаков как пограничного воинственного народонаселения было естественно и необходимо по географическому положению древней Руси, по открытости границ со всех сторон; на всех границах долженствовали быть и действительно были казаки, но преимущественно были они необходимы и многочисленны на степных границах, подвергавшихся постоянным и беспощадным нападениям кочевых хищников, где, следовательно, никто не смел селиться, не имея характера воина, готового всегда отражать нападение, сторожить врага.
 Похожего мнения о происхождении сословия казаков придерживался В. О. Ключевский, упоминая, что «в казаки», то есть временно заниматься степными промыслами (охотой, рыболовством), уходили, в том числе, помещики.

Со временем, по мере устройства российского общества и повышения его благосостояния, количество подобных людей уменьшилось за счёт увеличения числа людей земских (дворян, купечества, мещан и крестьян): 
И всё на севере, в эпоху сосредоточения, принимает характер прочности, оседлости, вследствие чего земельные отношения, условливающие прочность, получают важное значение; общество сознаёт различие земского человека, оседлого собственника, от вольного казака, представителя старины, старой эпохи безнарядного движения; этому представителю старины трудно в новом обществе, он уходит на простор в вольную степь и там ждёт случая вступить в борьбу с враждебным ему новым порядком вещей. Но эпоха сосредоточения, но государи московские сделали своё дело: государство крепко, и казаку не осилить земского человека.

По словам советского историка второй половины XX в. А. Л. Станиславского: 
Для дворянских историков «неистовые» казаки были искателями «дикой вольности и добычи», «сволочью людей бесприютных», занимавшихся только разбоем; для крупнейшего историка С. М. Соловьёва — носителями антигосударственного начала, стремившимися жить за счёт общества; для авторов известного сборника «Вехи» — грозными, неорганизованными, стихийными силами, из-за борьбы которых с государством было «погублено» и «извращено» «дело крестьянского освобождения». В то же время декабрист В. Д. Сухорукой видел в казачьей общине сообщество равных людей, бежавших от притеснений своих бывших владельцев, а в представлении А. И. Герцена казаки — «витязи-мужики, странствующие рыцари чёрного народа».

## Казаки — тюрки
Слово «казак» в разных диалектных формах и значениях издревле существует в языке и культуре разных тюркских народов Великой Степи.
Для относительно многочисленного тюркского народа казахов является самоназванием в ед. ч. — «қазақ», которое восходит и связано с тюркским значением «свободный независимый кочевник».
После проводов родственника в дальнюю дорогу и расставания сибирские татары по традиции пьют чай, называемый «касгак-цай», а у ногайских татар существует песенный жанр — «песни казаков», главными героями в которых выступают молодые неженатые мужчины.
В дошедших до нас письменных и устных текстах тюркских народов, восходящих к событиям Средневековья, уход героя в «казаки» — распространённый сюжетный ход.
Об уходе Чингисхана в «казаки» — периоде отшельничества и изгнания — говорится в имевшем хождении у татар «Чынгыз дафтар-наме», рукописные списки которого известны с XVII века, а в XIX веке произведение было переведено на русский язык (Жизнь Джингизъ-Хана. Пер. с татарского В. Луганский.)
В эпосе «Идегей», посвящённом событиям конца XIV века в Золотой Орде, приводятся намерения героев эпоса Идегея и его сына Нурадына при разных обстоятельствах уйти в «казаки» — покинуть ханский двор и политику и вести независимый образ жизни.
Декан истфака МГУ С. П. Карпов, работая в архивах Венеции и Генуи, обнаружил там упоминания о казаках с тюркскими и армянскими именами, которые охраняли от набегов Тану и другие итальянские колонии в Северном Причерноморье.
После раскола Золотой Oрды оставшиеся на её территории казаки оказались в полной независимости как от осколков былой империи (Ногайской орды и Крымского ханства), так и от появившегося на Руси Московского государства, но при этом сохранили свою войсковую организацию.
Уже к началу XIII века половцы становятся реальной военной и политической силой в Южной и Восточной Руси. Половцы-татары, составлявшие значительную часть населения Золотой орды, оказались этническими предками многих народов, возникших на её землях. Часть половцев была способна участвовать и в формировании протоказачьего этноса.
Историк А. Гордеев, исследуя вопросы происхождения казачества, указывает на тесные связи русских и половцев при несении службы по охране границ и исполнении ямской повинности. Следуя его логике, можно предположить, что казачество возникло как итог взаимной ассимиляции русских и половцев. Л. Гумилёв связывает этногенез терских казаков с хазарами-христианами, а казачество в общем воспринимал как крестившихся половцев. М. Аджиев, исследуя вопросы этногенеза половцев, приходит к выводу, что казачество сформировалось в итоге обрусения половцев.Точка зрения исследователей, считающих предками казаков половцев-кипчаков, представляется убедительной.
Историк М. Худяков в «Очерках по истории Казанского ханства» отмечал, что в структуре военного сословия Казанского ханства «постоянный кадр войска составляли люди, именовавшиеся казаками и находившиеся в подчинении огланов и мурз … Этой особенностью — военным характером своей профессиональной службы — казаки отличались от массы „простых татар“ и, в силу своего значения для государства, получали, по временам, доступ к участию в курултае вместе с огланами, напр. в январе 1546 и в июле 1551 года. В некоторых случаях термин „казаки“ детализуется: различаются казаки „дворные“ и „задворные“, то есть служившие при дворе, в столице, и вне двора, в улусах, по деревням. Татарские термины, соответствующие русскому переводу „дворные“ и „задворные“ — „ички“ (внутренние) и „исьникы“ (внешние)».
Аналогичная структура военной организации прослеживается и в других ханствах возникших в результате распада Золотой Орды.
Проф. В. В. Вельяминов-Зернов в «Исследовании о касимовских царях и царевичах» объясняет термин «казак», встречающийся в документах соответствующего времени, как «простой татарин»: «Простые татары, приходившие в Россию вместе со своими царевичами, а равным образом и простые татары казанские, крымские и пр. обыкновенно звались у русских казаками, да и сами они называли себя казаками».
Мещёрские (городецкие) казаки упоминаются в документах с 1491 г. Главные их силы были в порубежье с ногайскими татарами, в том числе, земля рязанская, верховья Дона. Так, в 1493 г. мещёрцы приходили воевать с турками[уточнить] к Азову. Постепенно выходцы из Рязанской земли, касимовские татары и татары-мещеряки стали селиться на берегах Дона и Волги. Эти люди, называвшиеся казаками, жили в укреплённых городках, построенных ими по берегам рек и на островах. Историки предполагают, что в 1549 г. основателем казачьих городков (станиц) на Дону был выходец из Мещеры Сары-Азман.
Старинный русский историк В. Татищев в сообщении о происхождении донских казаков отмечает, что «начало сих казаков из двух мест: одни жили в Месчере по городкам, и главный город их был Донской (скорее всего, Данков), 16 вёрст ниже Тулучеевой, где ныне монастырь Донской, а когда царь Иоанн IV ногайских татар в Месчеру перевел, тогда оные казаки из Месчеры все на Дон переведены». Известный историк донского казачества В. Б. Броневский также сообщает, что «царь Иоанн Васильевич мещорских казаков, живших по разным городам, перевёл на Дон. По сему сих мещорских казаков и должно почитать родоначальниками донских казаков». Пётр I, также переселил в самом начале XVIII в. часть казаков из Мещеры в низовья Дона.
После распада Улуса Джучи на землях мишарей образовалось несколько независимых княжеств (Темниковское княжество, Наровчатское княжество, Кадом, Сарыклыч и др.), которые не вошли в состав Казанского ханства, а с конца XV века начинают переходить в русское подданство.
Исследователь Мухамедова Р. Г. приводит исторические факты целенаправленного расселения московским правительством татар-мишарей вдоль создаваемых в XVI−XVII веках пограничных сторожевых линий Московского государства, о чём свидетельствует и локализация населённых пунктов татар-мишарей:
- В 1578 г. была основана засечная линия вдоль р. Алатырь, на ней же организована сторожевая служба Алатырь-Арзамас-Темников. Вдоль линии правительство начинает раздавать поместья мишарям. Но в настоящее время на территории бывшего Арзамасского уезда татаро-мишарских поселений почти нет, причиной чему стала усилившаяся в XVIII в. христианизация, когда мишари, бросив поместья, стали переселяться на восток (в частности, в Алатырский уезд).
- В начале XVII в. при строительстве Карсунской засеки, татары-мишари получили земли в Симбирской губернии.
- В середине XVII в. происходит расселение мишарей в южном направлении. Так мишари заселили побережья рек Верхний Ломов, Нижний Ломов и Инсар. К юго-востоку от засечных черт располагалось «Дикое Поле», для контроля над которым был выстроен острог Пенза (позже город) и засёлен мишарями. Позже земли вдоль р. Сура были переданы мишарям.
- В 80-х годах XVII в. правительство раздаёт земли Саратовского края на поместном праве мишарям. Наиболее ранними являются селения на р. Уза (Искеево, Усть-Уза и др.). Раздача земель в этом крае продолжается вплоть до конца XVIII века.
- 1652—1657 годах была построена Закамская укреплённая черта по линии Ерыклинск — Тиинск — Билярск — Новошешминск — Кичуевский острог — Заинск — Мензилинск. В XVIII веке южнее этой линии была проведена вторая черта: Алексеевск — Красноярская — Сергиевск — Кондурчинская — Черемшанская — Кичуйская. В пределы Закамья, оказавшиеся к концу XIV−XV вв. малозаселёнными вследствие опустошительных войн и набегов, вместе с другими народами переселялись и мишари из различных районов их обитания.
- Заселение Приуралья происходило с начала XVI века и было связано как с вольной колонизацией, так и с переводом некоторой части служилых татар.
- В начале XVIII в. мишари получают поместья по р. Терешка

Однако, расселение мишарей также связано с вольной колонизацией земель после присоединения Среднего Поволжья к Московскому государству. Таким образом были заселены южное междуречье Волги и Суры, а также Саратовский Край. Интенсивно шло переселение на восток. Уже в XVI−XVII веках Дикое Поле было населено татарами-мишарями и засечные линии строились, исходя из уже существующих селений (например, селения Лаки, Лауш, Чиуш и др.), при этом местное население вводилось в состав служилого сословия.[4][уточнить]
Историк А. М. Орлов также утверждает, что, помимо Дона, мещерские казаки были поселены на Средней Волге. Как служилые люди, арзамасские казаки впервые упоминаются в 1572 г. как участники, так называемого, «немецкого похода». Арзамасские казаки вплоть до Разинского восстания оставались надёжной частью поместного войска. Впоследствии они составили основную часть нижегородских татар (мишарей), а часть их обрусела. Кроме служилых мещерских казаков (татар), здесь появляются казаки, занимавшиеся разбоем. Мещеряки уходили вниз по Волге[уточнить]. Известен сподвижник Ермака, казацкий атаман Матвей Мещеряк. Царские власти неоднократно предпринимали меры по борьбе с разбоем в Поволжье, привлекали волжских казаков на свою сторону. При этом часто использовались методы насильственного этапирования в прежние земли. Об одном таком факте пишет В. Татищев, что в 1554 г. этапируются мещерские казаки с Волги, разбойничавшие в этих места. Арзамасские воеводы и стольники активно занимались привлечением на службу волжских атаманов и казаков, состоявших в основном из татар. В этом деле особую активность проявляли арзамасские воеводы И. В. Измайлов, Бутурлин[уточнить], В. Я. Кузьмин, Г. Родионов. Известно, что в 1587 г. к волжским казакам и атаманам выезжал И. В. Измайлов. Они же занимались расселением прибранных людей по уезду. В частности, Измайлов вместе с Бутурлиным разъезжали по уезду в поисках пустошей по Залесному стану уезда. О татарском происхождении волжских казаков свидетельствует тот факт, что к ним царские воеводы официально обращались на татарском языке. Грамота князя Одоевского[уточнить] к волжским татарам в 1614 г. была написана татарским письмом и послана с толмачом Сафоном Огарковым. Адресована она была «Великой Российской державы и Московской области оберегателям Волжским и Терским и Яицким атаманам и молодцам всему великому войску».

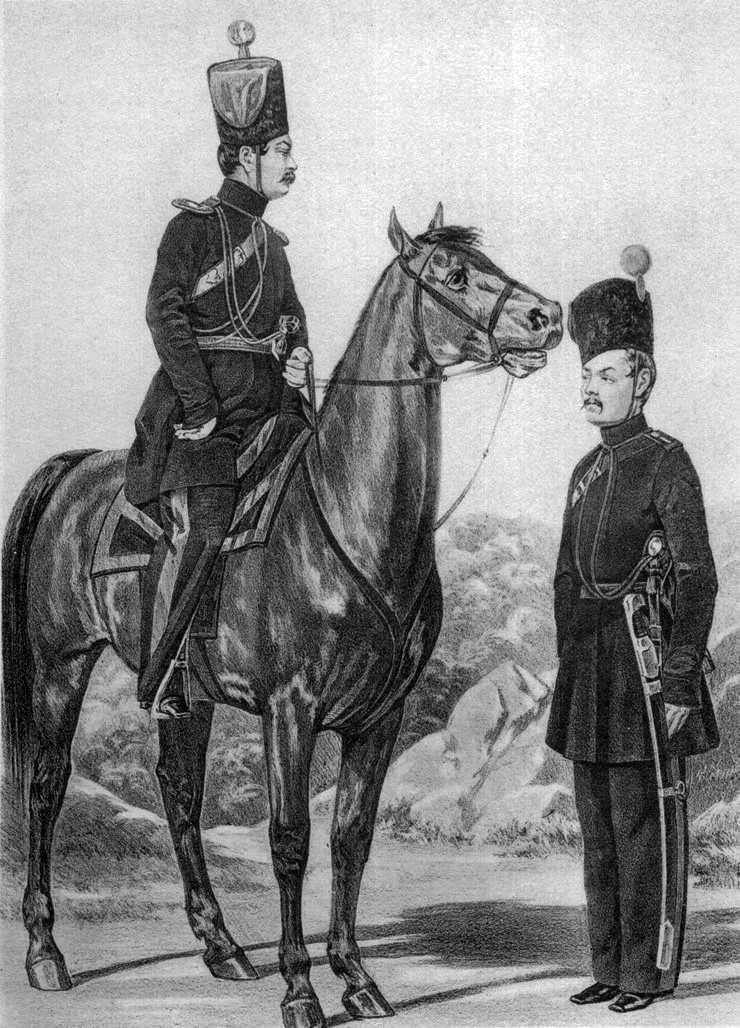
Обер-офицер и Казак мишарских кантонов. 1845 г.

Немецкий историк Г. Штекль указывает, что: 
«первые русские казаки были крестившиеся и обрусевшие татарские казаки, поскольку до конца XV в. все казаки, которые обитали как в степях, так и в славянских землях, могли быть только татары. Решающее значение для образования русского казачества имело влияние татарских казаков на пограничье русских земель. Влияние татар проявлялось во всём — в образе жизни, военных действиях, способах борьбы за существование в условиях степи. Оно распространялось даже на духовную жизнь и внешний облик русских казаков».
Как следует из работы Якова Гришина «Польско-литовские татары (наследники Золотой Орды)», татары, массово переселявшиеся в Великое княжество Литовское на рубеже XIV и XV веков, имели социальное разделение на знатных татар, приравненных в правах к шляхте, и татар-казаков, приравненных в правах к служебному боярству. Татары-казаки несли службу в родоплеменных хоругвях: Баргын, Джалаир, Хушин, Конграт, Найман, Улан (надродовая хоругвь, возглавляемая Чингизидами).

## Смешанная версия
Ещё Карамзин так писал о казаках:
Казаки были не в одной Украине, где имя их сделалось известно по истории около 1517 года; но вероятно, что оно в России древнее Батыева нашествия и принадлежало Торкам и Берендеям, которые обитали на берегах Днепра, ниже Киева. Там находим и первое жилище Малороссийских Козаков. Торки и Берендеи назывались Черкасами: Казаки — также… некоторые из них, не хотев покориться ни Моголам, ни Литве, жили как вольные люди на островах Днепра, огражденных скалами, непроходимым тростником и болотами; приманили к себе многих Россиян, бежавших от угнетения; смешались с ними и под именем Комков составили один народ, который сделался совершенно Русским тем легче, что предки их, с десятого века обитав в области Киевской, уже сами были почти Русскими. Более и более размножаясь числом, питая дух независимости и братства, Казаки образовали воинскую Христианскую Республику в южных странах Днепра, начали строить селения, крепости в сих опустошенных Татарами местах; взялись быть защитниками Литовских владений со стороны Крымцев, Турков и снискали особенное покровительство Сигизмунда I, давшего им многие гражданские вольности вместе с землями выше днепровских порогов, где город Черкассы назван их именем.
По мнению Л. Гумилёва казачество возникло путём слияния касогов и бродников после монголо-татарского нашествия. Касоги (касахи, касаки, ка-азаты) — заселявший территорию нижней Кубани в X−XIV веках древний народ, позднее ассимилированный адыгами, а бродники — русскоязычный смешанный народ тюрко-славянского происхождения, впитавший остатки хазар и огузов. Как отмечает В. А. Пьянков, с касогами можно связать ряд археологических памятников, характерных для носителей салтово-маяцкой культуры. Хотя сами адыги уже не помнят об ассимиляции ими касогов, а не только зихов, но они долго сохраняли айдар, до сих пор осетины называют кабардинцев (но не других адыгов) «кесег/кесгон»; близко этому сванское название кабардинцев и т. д. Хотя фольклор ни самих кабардинцев, ни других адыгов не помнит об ассимиляции ими касогов, а, например, Редедя называется адыгским князем, но, возможно, отголосок забытого этнонима сохранила родословная книга, использованная для написания «Истории адыгейского народа», в которой сообщается о прадеде знаменитого князя Инала по имени Кес.
После покорения монголами часть касогов бежала на север и смешалась с подонскими бродниками, которые могли унаследовать их имя — казак. При этом известно, что сами бродники приняли сторону монголов, сражались против Руси в Битве на Калке. Так, по мнению Гумилёва, и образовалась первая ячейка современного казачества, изначально на службе Орды

Историк В. Н. Татищев в «Истории Российской с самых древнейших времён» считал что: 
Первые казаки, сброд из черкес горских, в княжении Курском в 14 ст. явились; где они слободу Черкассы построили и под защитой татарских губернаторов воровством и разбоями промышляли; потом перешли на Днепр и город Черкассы на Днепре построили.
Согласно легенде, восходящей к Стефану Яворскому (1692 год), казаки в 1380 году преподнесли Дмитрию Донскому икону Донской Богоматери и участвовали в битве против Мамая на Куликовом поле.
По С. М. Соловьёву, древнейшее летописное известие о казачестве (в «Повести о Мустафе царевиче») говорит о казаках рязанских, в 1444 принявших участие в битве против татар, приведённых царевичем Мустафою. По некоторым данным[каким?], казаки рязанские имели татарское происхождение.

По версии Георгия Владимировича Вернадского, казаки — это сообщество «свободных людей», известное под таким именем в степях Европы как минимум со времён Золотой орды (XIII−XIV вв.). В работе «Монголы и Русь» Вернадский пишет: 
согласно Полю Пелио, имя Узбек (Özbäg) значит „хозяин себя“ (maître de sa personne), то есть „свободный человек“. Узбек в качестве названия нации значило бы тогда „нация свободных людей“. Казак (казах) — в нескольких тюркских диалектах означает „свободный человек“, „свободный искатель приключений“ и, отсюда, „житель приграничной полосы“. В его основном значении этим словом называли как группы, в которое входили среди прочего предки современных татарских, украинских и русских поселенцев (казаки), так и целый среднеазиатский народ киргизов (казахов).
 Тот же Вернадский обращает внимание на существование в Великой Ясе Чингисхана (ставшей потом одним из источников устного казачьего права) положений, уравнивающих права и свободы всех его свободных подданных: 
«Существует равенство. Каждый человек работает столько же, сколько другой; нет различия. Никакого внимания не уделяется богатству или значимости.»
Во многом подтверждают теорию смешанного этногенеза и современные методы генетических исследований, в том числе, популяционной генетики, результаты которых позволяют достоверно утверждать, что:
…кубанские казаки генетически неотличимы от русских и украинцев. А терское казачество вобрало в себя почти половину местных кавказских гаплотипов…

## Казаки — потомки автохтонного праславянского населения Дикого Поля
Рассматривая в своей работе «История Руси и русского Слова» вопрос о казаках, В. В. Кожинов пишет следующее : 
Речь идёт об издавна заселенном выходцами из основной Руси пространстве между реками Воронежем и Хопром, а если мерить с севера на юг — от реки Цны до нынешней станицы Вёшенской на среднем Дону (ныне это пространство входит своими отдельными частями в Липецкую, Тамбовскую, Воронежскую, Волгоградскую и Ростовскую области). Давно установлено, что восточнославянские, — главным образом северянские, – поселения имелись здесь ещё в VIII−IX веках (затем русские вынуждены были уйти отсюда из-за различных опасностей, связанных с военной практикой Хазарского каганата…), но гораздо менее известно, что никак не позже XII века (а вернее, даже ещё ранее – вскоре после гибели Хазарского каганата, в конце X века) сюда снова явились русские переселенцы. Они оказались вне власти какого-либо княжества, и именно здесь, на этой мало ведомой окраине тогдашней Руси, как аргументировано доказывает в своей книге А. А. Шенников, начало складываться казачество.
…сейчас важно утвердить одно: будущие казаки, очевидно, принесли сюда эпос не в XV−XVI веках, а не позднее XII века (то есть, возможно, и в XI веке), когда его жизнь действительно ещё продолжалась на Руси (кстати сказать, само слово «казак» широко употребляется в письменности уже с XV века; в устный язык оно вошло, без сомнения, намного раньше).

Согласны с этим и многие современные специалисты-историки:
О времени возникновения донских казаков до сих пор среди историков нет единой точки зрения. Так Н. С. Коршиков и В. Н. Королёв считают, что «кроме широко распространённой точки зрения о происхождении казаков от русских беглых людей и промышленников, существуют в качестве гипотез и иные точки зрения. По мнению Р. Г. Скрынникова, например, первоначальные казачьи общины, состояли из татар, к которым присоединялись затем русские элементы. Л. Н. Гумилёв предлагал вести донских казаков от хазар, которые, смешавшись со славянами, составили бродников, являвшихся не только предшественниками казаков, но и прямыми их предками. Все больше специалистов склоняются к тому, что истоки донского казачества следует видеть в древнем славянском населении, которое согласно археологическим открытиям последних десятилетий, существовало на Дону в VIII−XV вв.»
Ещё дальше вслед за академиком И. Е. Забелиным идёт Е. П. Савельев. По мнению Забелина и Савельева, казаки — это потомки автохтонного славянского и даже праславянского населения (в том числе, хазар, готов (на это обращал внимание ещё Н. В. Гоголь), сарматов, гетов, бастарнов, скифов, массагетов и т. п.), на протяжении тысячелетий с глубокой древности и до начала второго тысячелетия н. э. населявшего долины нынешних казачьих рек на территориях, протянувшихся от северного Прикаспия до северного Причерноморья (в том числе, «Дикое поле»). Эти реки были естественными границами между кочевниками и оседлыми земледельцами, а населявшее их долины население смешанного происхождения выполняло функции миротворцев — живой стены между кочевниками и земледельцами. Такие дружины удальцов, не принадлежавших ни к земледельцам, ни к кочевникам, а составлявшие особый народ, как доказывал Забелин, должны были существовать с глубокой древности. Своё название эти дружины должны были получить от тех мест, где они скоплялись, то есть, от древних названий нынешних казачьих рек. (Например, предки донских казаков могли называться танаитцами по названию реки Дон — Танаис). Потомки этих выработавших уникальную организацию миротворцев смешанного происхождения в последующем, фактически совершив на протяжении нескольких веков круговую миграцию по территории древней Руси, возвратились в XV в. в границы своего исторического ареала расселения.. В частности, Савельев, в том числе, на материале археологических исследований, полученном уже после смерти И. Е. Забелина, защищает его версию о происхождении донских казаков от танаитцев. Признавая вслед за Забелиным смешанное происхождение танаитцев, он в то же время относит их культуру к сарматской.
По мнению Савельева, потомки покинувшего в IX−XII веках Дикое Поле славяно-казацкого населения перебрались в Новгородскую землю (так называемые, гофейские /готские/ казаки), откуда, занимаясь ушкуйничеством, переселились на Вятку, составив население вечевой республики вятских (хлыновских) ушкуйников, существовавшей в XII−XV вв..
В конце XV века вольная Вятская земля с выборными воеводами, атаманами и священнослужителями в ходе нескольких военных походов была взята под контроль Москвы (в 1459 и 1489 годах), после чего часть населения бывшей вятской вечевой республики была расселена на южной границе России, а часть бежала в низовья Волги и Дона и, возможно, Днепра и Яика, вполне вероятно, став основанием казачества в указанных регионах.
Савельев прослеживает значительную преемственность лексического состава языка, церковной архитектуры и обычаев у донских казаков и новгородцев (хотя и не отрицает, что это может быть связано также с влиянием ставшей образцом для Новгорода Римской республики — не только вследствие воздействия законсервировавшей идеалы Римской Республики православной церкви, но из-за ассимиляции танаитцами и эллинов, и римлян).
Просматривается также сходство символики казаков Дона и Днепра с Вятским гербом (натянутый лук-арбалет и равносторонний крест).
Ещё одну волну вынужденных переселенцев в указанные выше традиционные казачьи регионы Савельев связывает с присоединением в 1520 году к Москве Великого княжества Рязанского и усиленным переселением на Дон рязанских казаков — потомков автохтонного населения Дона.
Согласно Е. П. Савельеву, этими переселениями был, в том числе, завершён многовековой «круговорот» части коренного казачьего населения Приазовья и Дона, покинувшего в XIII веке исконные территории и переселившегося в Новгородские и Вятские земли.

## Впопуляционной генетике человека
Несмотря на представление об очень значительном участии кавказцев — хазар и черкесов — в образовании всех украинских и южнороссийских казаков, донское, кубанское, запорожское казачество характеризуется тем, что предки их по мужской линии — выходцы из России (южнорусские области: Курская, Воронежская, Белгородская) и Украины. Однако терские казаки включают в свой генофонд значительное число Y-хромосом, свойственных коренному населению Западного Кавказа. Об этом сообщил руководитель лаборатории геномной географии Института общей генетики РАН Олег Балановский. «Кавказские» Y-хромосомные гаплогруппы G и J не были распространены среди исследованных потомков запорожских, донских и кубанских казаков, что не подтверждает гипотезу об активном участии кавказского населения в генезе украинского, донского и кубанского казачества. Частоты Y-хромосомных гаплогрупп в основных казачьих группах очень близки к аналогичным частотам в украинских и южнорусских популяциях, которые являются их географическими соседями. Исключением были терские казаки, у которых частоты гаплогрупп R1a1a1*(M198) и I2a (P37), типичных для украинцев и русских, были соответственно в полтора и два раза ниже, а частоты минорных для украинцев и русских гаплогрупп G2a3b1 (P303) и G2a1a (P1), распространённых на Северном Кавказе, были существенно повышены. Общей для населения Западного Кавказа (сванов, адыгов (включая абхазов), осетин, карачаевцев, балкарцев) и терских казаков оказалась гаплогруппа G. По словам ученого, терское казачество было первым казачьим сообществом, сформировавшимся на границе между степными и горскими народами. Если кубанское и донское казачество пополнялось в основном за счет выходцев из внутренних областей России и Украины,, то с терскими казаками было иначе. Они довольно долгое время жили в мире с горскими народами, что благоприятствовало образованию межэтнических браков не только среди аристократов и, как заметил Лев Толстой, знанию татарского (карачаево-балкарского языка или ногайского) казаками ещё в середине XIX века. Адыги, абхазы, сваны, аланы (предки карачаевцев, балкарцев, осетин), среди которых было много христиан (в Моздоке до сих пор живут терские казаки-христиане, считающие себя также кабардинцами (адыгами)), многие были аталыками у казаков, женились на казачках и оседали среди казаков с очень древних времён. В конечном итоге, как пишет Балановский, несмотря на приток мужчин с Дона и из России и Украины терское казачество по мужской линии вобрало в себя свыше четверти местных, автохтонных кавказских гаплотипов. Генофонд терских казаков занимает обособленное положение, несколько дистанцируясь от остальных казачьих групп и тяготея к кавказским тюрко-говорящим популяциям — ногайцам и балкарцам, которые тоже ассимилировали мужчин из проживавших здесь народов Западного Кавказа. Ногайцы также были среди предков переселявшихся на Терек донских казаков, терские казаки усыновляли ногайцев-сирот, так как многие ногайские мальчики были сиротами после войн с калмыками, Русским царством, Российской империей.

## Комментарии
1. ↑  Султанов, Турсун Икрамович — доктор исторических наук, профессор, заведующий кафедрой Центральной Азии и Кавказа Восточного факультета Санкт-Петербургского государственного университета.[5][6]
2. ↑  Состоящем из латино-персидско-куманской и кумано-немецкой части.
3. ↑  Но, как подчёркивает, Джо-Юп Ли, слово «косак» записано в Codex Cumanicus не так, как это принято и в современных тюркских языках, и тюркских языках того времени именно для слова «казак»)
4. ↑  В Новгородских летописях под 1397 г. (а в Никоновской летописи под 1398 г.[22]) говорится о прибытии в Новгород посольства из Пскова, в состав которого входил Филипп Козачкович, отец Юрия.
5. ↑  Входит в Лицевой летописный свод.
6. ↑  См. выше.
7. ↑  Например, Г. В. Вернадский отмечал, что специальный русский тумен (по-русски — тьма) был создан в 1330 г. Согласно «Истории династии Юань», её командир (по-русски, тёмник) получил титул «капитан десятитысячного соединения Охранников Жизни (с именем) Герольд Верности». Для создания военной колонии русского тумена были отведены земли к северу от Пекина. Русских снабжали одеждой, быками, сельхозорудиями и семенами. Они должны были доставлять к императорскому столу всякий вид дичи и рыбы, водившейся в лесах, реках и озёрах местности, где была расположена их колония. В 1331 г. темник русского тумена получил новое имя «командира русских войск Охранников Жизни» с тем же титулом Герольда Верности. Он получил должностную серебряную печать. Значение изменения в титуле капитана неясно. Оно могло быть результатом уменьшения количественного состава этой группы русских воинов, так что они более не составляли целого тумена. Но более вероятно — русский отряд, наоборот, был увеличен, и теперь их было больше одного тумена. Так, в 1332 году, видимо, после вторжения московских и монгольских войск в тверское княжество, в русскую гвардию великого хана было зачислено 2500 пленных. Ещё одна колония русских и аланских войск была одновременно создана в провинции Ляоян (теперь — южная Маньчжурию и часть Кореи). Всё это должно было демонстрировать китайцам преемственность монгольской власти в отношении власти Хазарского каганата (старых казаков, ассоциировавшихся с русскими - официально - каганата всех сынов Тогармы, к которым относились и китайцы).[40]
8. ↑  Что, в принципе, одно и то же; правда, Военная энциклопедия Сытина безапелляционно локализует Касахию в Закавказской области — см.[42]
9. ↑  Kazak, qazak.
10. ↑  Их самоназвание всегда было "казак". Но чтобы не путать их с русскими казаками, до 1917 года их по-русски называли киргизами или киргиз-кайсаками, с 1936 года их по-русски называют казахами.